# Общество любителей российской словесности
О́бщество люби́телей росси́йской слове́сности при Моско́вском университе́те — литературно-научное общество (действовало в 1811—1930 гг., воссоздано в 1992 г.).

## История общества
Общество ставило целью «способствовать успехам отечественной словесности, как главному средству к распространению просвещения». В 1821 году оно учредило стипендию на историко-филологическом факультете. Общество опубликовало «Труды ОЛРС» (ч. 1—20, 1812—1821), «Сочинения в прозе и стихах» (ч. 1—7, 1822—1828), другие издания. Среди них «Толковый словарь живого великорусского языка» Владимира Даля и «Песни, собранные П. В. Киреевским».
На заседаниях Общества читали свои первые опыты Ф. И. Тютчев, А. И. Полежаев. Один из учредителей Общества В. Л. Пушкин читал на заседаниях стихи своего племянника Александра. Активными участниками общества были: А. К. Толстой, И. С. Тургенев, Я. П. Полонский, А. А. Фет, А. Ф. Писемский, Ф. М. Достоевский, А. Н. Майков, А. Н. Плещеев, А. Н. Толстой, И. А. Бунин, В. Я. Брюсов, Е. С. Некрасова и др.

… Общество обогатило литературу многими замечательными произведениями. Изданные им 27 томов трудов, в коих положены основания Словено-Русской филологии и представлены образцы грамматических исследований и критических разборов, 4 тома речей Профессоров Московского Университета, важных для истории Русского просвещения и множество отдельных произведений, — свидетельствуют, что Общество по мере своих средств, неуклонно стремилось к достижению Высочайше указанной ему цели
.
После 1917 года при Обществе были созданы комиссии: Пушкинская, историко-литературная и современной литературы; изданы сборники «Тургенев и его время» (1923), «Пушкин» (т. 1—2, 1924—1930).
Последний председатель П. Н. Сакулин умер в сентябре 1930 года, после чего Общество прекратило существование.
16 июня 1992 года по инициативе академика Д. С. Лихачёва Общество любителей российской словесности было возрождено. Были выбраны почётный председатель Общества Д. С. Лихачёв и Совет Общества. Первым председателем возрождённого ОЛРС стал В. П. Нерознак, затем его сменил Ю. Л. Воротников. Заседания общества проводятся в основном в Доме-музее Марины Цветаевой, но иногда и в других музеях (В. И. Даля, А. С. Пушкина, Л. Н. Толстого). Общество вело активную деятельность во многом благодаря энергии и энтузиазму его секретаря Раисы Николаевны Клейменовой (1940—2010). Её стараниями под грифом ОЛРС было издано более 20 книг, в том числе исследования «Пушкин и ОЛРС» (1999), «Общество любителей российской словесности. 1811—1930» (2002), «В. И. Даль и ОЛРС» (2002), «Гоголь и ОЛРС» (2005). После кончины Р. Н. Клейменовой инициативу организации и дальнейшей деятельности Общества приняли на себя профессор РУДН М. В. Горбаневский и профессор ГИРЯ им. А. С. Пушкина В. И. Аннушкин.

## Председатели общества

### В Российской империи
- А. А. Прокопович-Антонский (1811—1826)
- Ф. Ф. Кокошкин (1827—1829)
- А. А. Писарев (1829—1830)
- И. А. Двигубский (1830—1833)
- М. Н. Загоскин (1833—1836)
- С. Г. Строганов (1836—1838/1857[2])
- член-корр. АН А. С. Хомяков (1858—1860)
- акад. М. П. Погодин (1860—1866)
- акад. Н. В. Калачов (1866—1869)
- А. И. Кошелёв (1869—1872)
- И. С. Аксаков (1872—1874)
- акад. Ф. И. Буслаев (1874—1877)
- С. А. Юрьев (1878—1884)
- акад. Н. С. Тихонравов (1885—1893)
- член-корр. АН Н. И. Стороженко (1894—1901)
- Алексей Н. Веселовский (1901—1904)
- П. Д. Боборыкин (1904—1907)
- А. Е. Грузинский[3] (1909—1921)

### В Советской России
- академик П. Н. Сакулин (1921—1930, и. о. с 1918)

### В Российской Федерации
- д.фил.н. В. П. Нерознак (1992—2004)
- член-корр. РАН Ю. Л. Воротников (2004—2010)
- А. В. Любченко (с 2010)

## Издания Общества
Общество любителей Российской словесности вошло в историю русской и мировой литературы, издав «Толковый словарь живого великорусского языка» В. И. Даля (ч. 1—4, 1863—66), «Песни, собранные П.В. Киреевским» (в. 1—10, 1860—1874; новая серия, в. 1—2, 1911—29).
Среди других изданий:

### Периодические
1. Беседы в Обществе любителей Российской словесности. М., 1867 — 72. Вып. 1-3. (2-е изд. Leipzig, 1973).
Вып. 1. 1867:
I. Викторов А. Е. Замечательное открытие в древне-русском книжном мире. (Первая книга, напечатанная д-ром Фр. Скориной). — ПреоСв. Иннокентий. Зарождение и судьба Днепра. — Ундольский В. М. Об открытии и издании творений Климента, еп. Словенска. — Некрасов И. С. Древне-русский литератор. II. Соллогуб В. А. Пушкин в его сочинениях. — Соллогуб В. А. О значении кн. П. А. Вяземского в Российской словесности. — Путята Н. В. Несколько слов о литературной деятельности Ф. Н. Глинки. — Котляревский А. А. Заметка о трудах Ф. Н. Глинки по науке русской древности. — Вяземский П. А. Стихотворения Карамзина. — Путята Н. В. Карамзин, первый русский литератор. — Вяземский П. А. Тому сто лет. — Ознобишин Д. П. Князю Петру Андреевичу Вяземскому. — Павлова К. К. Монолог Тэклы (из Валленштайна). — Миллер Ф. Ф. Моей матери. — Плещеев А. Н. Легенда. — Одоевский В. Ф. Недовольно. Приложение: Калачов Н. В. О значении Карамзина в Истории Русского законодательства. — Устав. — Список членов.
Вып. 2. 1868:
I. Сушков Н. В. Филарет, митрополит Московский. — Полуденский М. П. Львовские Евангелия XVII в. — Дашков Д. Д. Стихи и сказания про Алексия Божия Человека. — Ундольский В. М. Несколько слов о книгах истинных и ложных и о суевериях. II. Смирнов Д. А. Биографические известия о Грибоедове. — Чаев Н. А. Грозный царь Иван Васильевич. — Миллер Ф. Б. Добрый товарищ. — Алмазов Б. Н. Семела. Вольный перевод Шиллера. — Котляревский А. А. Толковый словарь живого великорусского языка В. И. Даля. — Щебальский П. К. Жизнь и литературная переписка П. И. Рычкова/Соч. П. П. Пекарского. Приложение: Речи и статьи, читанные в публичном заседании Общества любителей Российской словесности в честь гостей-славян. Список славян, избранных членами ОЛРС. — Отчет ОЛРС за 1867 г.
Вып. 3. 1871:
Погодин М. П. Письма гр. Н. П. Румянцева к М. П. Погодину. — Щебальский П. К. Материалы для истории русской цензуры. — Путятин Н. В. Случай из цензурной практики. — Попов Н. А. Русский писатель в Венгрии А. В. Духнович. — Погодин М. П. Биографии о. Иоакинфа Бичурина. — Миллер Ф. Б. Из славянских поэтов. — Тихонравов Н. С. Письмо М. В. Ломоносова к Ив. Ив. Шувалову. — Кальдерон. За тайное оскорбление тайное мщение/Пер. С. А. Юрьева. — Родиславский В. И. Из крымских сонетов Мицкевича. — Миллер В. Ф. О сравнительном методе автора Происхождения русских былин. — Родиславский В. И. «Дон-Жуан» Мольер. — Барсов Е. В. О книге Красноцветова.
2. Заседания в Обществе любителей Российской словесности. М., 1859 — 62. Т. 1-3.
3. Сочинения в прозе и стихах. М., 1822 — 28. Т. 1-7.
4. Труды Общества любителей Российской словесности. М., 1812 — 20. — 20 Частей.

### Отдельные издания
- Аксаков К. С. Опыт русской грамматики. М., 1860.
- Альбом Московской Пушкинской выставки 1880. М., 1882. 2-е изд. М., 1887.
- Альбом Пушкинской выставки. М., 1899.
- Альбом выставки в память Гоголя и Жуковского. М., 1902.
- Альбом выставки, устроенной в память В. Г. Белинского. М., 1898. 9 с., 54 л.илл.
- Бессонов П. Калики перехожие. М., 1861.
- В память о Кн. В. Ф. Одоевском. М., 1869. 119 с.
- Войцехович. Краткое начертание теории изящных искусств. М.,1823.
- Гоголевские дни в Москве. М., 1910.
- Грибоедовская выставка. М., 1894.
- Даль В. И. Толковый словарь живого великорусского языка. М., 1861 — 66.Т. 1-4.
- Историческая записка и материалы Общества любителей российской словесности за 100 лет. 1811—1911. М., 1911.
- Каталог выставки в память В. Г. Белинского. 8-11 апреля. 1898. 32 с., 12 л. илл.
- Каталог выставки в память П. С. Молчанова. М., 1898.
- Каталог выставки в память Гоголя и Жуковского. М., 1902.
- Каталог Пушкинской выставки. М., 1899.
- Кирилло-Мефодиевский сборник. М., 1865.
- Общество любителей Российской словесности при Московском университете: Историческая записка и материалы за сто лет. М., 1911.
- Памяти А. П. Чехова. Сборник статей и воспоминаний. М., 1906. 4, IV, 183 с.
- Памяти Н. И. Стороженка. М., 1909. 4, 188 с.
- Памяти Николая Саввича Тихонравова. М., 1894.
- Песни П. В. Киреевского. М., 1860 — 74. Вып. 1-10.
- Песни П. Н. Рыбникова. М., 1861.
- Песни, собранные П. В. Киреевским. Новая серия. Песни обрядовые. М., 1911.
- Письма Карамзина к А. Ф. Малиновскому и письма А. С. Грибоедова к С. Н. Бегучеву. М., 1860.
- Портреты А. С. Грибоедова, его современников и критиков. М., 1895.
- Почин на 1895. М., 1895.
- Почин на 1896. М., 1896.
- Речи произнесенные в торжественном собрании императорского Московского Университета русскими профессорами. М., 1819—1923.
- Сборник Общества любителей Российской словесности на 1891 год. М.,

1891: Законы Дружеского литературного общества. — Восемь писем В. А. Жуковского к Н. В. Гоголю. — Сборник слов простонародных, старинных и малоупотребительных, составленный Н. В. Гоголем. — «Коляска», повесть Н. В. Гоголя (в первоначальном виде). — Письмо В. А. Жуковского к гр. А. П. Толстому. — Из писем И. С. Тургенева к М. М. Стасюлевичу. — Две сцены из трагедии Шекспира «Цезарь и Клеопатра» в переводе А. Н. Островского. — Письмо Ф. М. Достоевского к г. Е. — Письмо попечителя Московского Учебного Округа М. Н. Муравьева к студенту Р. Ф. Тимковскому. — Отзыв проф. Ф. И. Буслаева о программе русского языка и словесности, составленной учителями гимназий Московского учебного округа на съезде 1866 г. в Москве. — Монолог Гамлета/Пер. С. А. Юрьева. — Мысли священника при возношении Св. Агнца. — Тихонравов Н. С. Заметка о словаре, составленном Н. В. Гоголем. — Выдержки из дневника  О. М. Бодянского. — Гиляров-Платонов Н. П. Возрождение Общества любителей российской словесности в 1858. — Чаев Н. А. Стенька Разин. Две картины из неоконченной пьесы. — Мамин Д. А. Баймагин. — Пыпин Н. А. Для любителей книжной старины. Библиографический список рукописных романов, повестей, сказок, поэм и проч. в особенности из первой половины XVIII в. — Гольцев В. А. О письмах В. Г. Белинского к Бакуниным. — Боборыкин П. Д. Последняя депеша. — Розина К. Лихоимец. — Л. Н. Афанасий. — Кн. Сумбатов А. И. Царь Иоанн четвертый. Хроника в пяти действиях. — Белинский В. Г. Дмитрий Калинин. Драматическая повесть в 5 картинах. — Письма А. С. Грибоедова к Н. А. Каховскому. — Пыпин А. Н. Дополнения к Библиографическому списку рукописных романов, повестей, сказок, поэм и проч. в особенности из первой половины XVIII в. — Забелин И. Е. Из хроники общественной жизни в Москве в XVIII ст.
- Сборник Общества любителей Российской словесности на 1890 год. М.,

1890: Законы Дружеского литературного общества. — Восемь писем В. А. Жуковского к Н. В. Гоголю. — Сборник слов простонародных, старинных и малоупотребительных, составленный Н. В. Гоголем. — «Коляска», повесть Н. В. Гоголя (в первоначальном виде). — Письмо В. А. Жуковского к графу А. П. Толстому. — Из писем И. С. Тургенева к М. М. Стасюлевичу. — Две сцены из трагедии Шекспира «Цезарь и Клеопатра» в переводе А. Н. Островского. — Письмо Ф. М. Достоевского к г. Е. — Чему должны мы научиться. — Выдержки из дневника О. М. Бодянского. — Возрождение Общества любителей российской словесности в 1858 г.
- Словарь членов Общества любителей Российской словесности (1811—1911). —  М.: Печатня А. Снегиревой, 1911. — 343 с.
- Снегирев И. М. Список книгам Общества любителей Российской словесности. М., 1823. 21 с.
- Собрание образцовых русских сочинений и переводов в прозе. СПб., 1815 — 17. (2-е изд. СПб., 1824).
- Собрание портретов Н. В. Гоголя. 1809—1909. М., 1909. 2, 15 с.
- Сочинения А. Ф. Мерзлякова. М., 1867.
- Толковый словарь живого великорусского языка В. И. Даля. М., 1861 — 66. Т. 1-4.
- Устав Общества любителей Российской словесности. М., 1811; 1834; 1860; 1867; 1884; 1905; 1909.